# 新党大地
新党大地（しんとうだいち、英語：New Party DAICHI）は、北海道の地域政党である。略称は大地、NPD。

## 概説
鈴木宗男は複数の汚職事件により、2002年（平成14年）3月に自民党を離党。胃癌手術のため2003年（平成15年）の第43回総選挙には出馬せず、翌2004年（平成16年）の第20回参院選に無所属で出馬し落選した。
2005年（平成17年）8月8日、衆議院が解散。同年8月18日、鈴木は札幌市中央区で「新党大地」の旗揚げを表明した。党名は鈴木と同郷（足寄郡足寄町出身）の親友で、シンガーソングライターの松山千春が付けた。同日の事務所開きには松山も出席した。また、松山は自身のヒット曲である「大空と大地の中で」を党のテーマ曲として提供した。
結成直後の第44回総選挙以降、衆議院に比例北海道ブロックで獲得した1議席を保持し続けており、民主党と統一会派（民主党・無所属クラブ）を組むとともに、民国連立政権の閣外協力与党として活動していた。また、道内の地方選挙でも、民主党・国民新党とは互いに候補者を推薦しあうなどし蜜月関係にあった。しかし、2015年から2016年にかけて民主党と日本共産党が急接近し始めると状況は一変。代表の鈴木宗男は、いわゆる民共共闘に難色を示し、長女で民主党所属の衆議院議員として活動していた鈴木貴子も離党の意思を示す。しかし、民主党は離党届を受理せずに除籍処分として対立が深まった。そうした経緯もあって、与党の自民党、公明党と距離を近づけ、選挙協力を行うようになっている。
2019年7月21日の第25回参議院議員通常選挙で、日本維新の会から立候補していた代表の鈴木宗男が当選。日本維新の会では二重党籍が認められているため、鈴木は維新を離党する2023年10月まで維新の国会議員として活動しつつ、新党大地の代表も引き続き兼任していた。
基本的に北海道内での活動を主とする地域政党であり、国政選挙・地方選挙のいずれにおいても、候補者の擁立はほぼ道内に限定されている。また、政党要件を満たしていないため、公職選挙法・政治資金規正法・政党助成法などが定める優遇措置は受けていない。

## 党史

### 第44回総選挙
党結成前の2004年（平成16年）に執行された第20回参院選の北海道選挙区に無所属で出馬した鈴木宗男代表は、落選したものの48万5382票を獲得しており、このことから新党大地は比例北海道ブロックで1議席の獲得が見込まれていた。政党要件を満たさない政治団体が同ブロックに名簿を提出するためには2人以上擁立する必要があり、鈴木が同ブロックから出馬する場合、少なくとももう1人候補者を擁立する必要があった。
また中川昭一（自民党）の地盤である北海道第11区や武部勤（同）の地盤である北海道第12区に鈴木を刺客として送り込む案も浮上したが、政党要件を満たしていない新党大地の候補者には重複立候補が認められないため、リスクが大きかった。
結局、鈴木を比例北海道ブロック単独1位に据える安全策を採り、副代表の多原香里を同2位、同じく党副代表の田中いづみを同3位に登載した。また道内の小選挙区では最も有権者数の多い北海道第1区に党副代表の秋元正博を擁立した。
なお、松山千春の楽曲「大空と大地の中で」を党のテーマ曲として採用していたため、この曲を電話の保留音などに使っていた松山の故郷の足寄町役場では、新党大地への応援と誤解されかねないとして曲を変更することになった。また、同年9月4日放送予定の「NHKのど自慢」（島根県出雲市にて収録）において、出場者の一人が「大空と大地の中で」を歌っていたため、同番組の放送が延期された。さらにNHKのBS2にて同年9月10日に放送予定だった「おーい、ニッポン、私の好きな北海道」も、番組中で同曲が使用されるため、生放送から録画に切り替えて、同年10月1日に放送するという対応をとった。

### 衆議院進出
2005年（平成17年）9月11日に執行された第44回総選挙では比例北海道ブロックで43万3938票（得票率13.4%）を獲得、比例名簿1位の鈴木宗男代表に議席が配分された。新党大地は選挙の争点となった郵政民営化に反対の姿勢を示しており、かつ同じく郵政民営化に反対していた保守系新党の国民新党・新党日本はいずれも同ブロックに名簿を提出しなかったため、民営化に反対する保守票を一手に引き受ける形となった。
地域別に見ると、鈴木が地盤とした北海道第7区を構成する釧路支庁・根室支庁でトップの得票を得るなど、道東での善戦が目立った。他方で、大票田の札幌市では得票率9.4%と伸び悩み、北海道第1区から出馬した秋元正博も供託金没収のうえ落選と振るわなかった。
また、比例北海道ブロックで「ムネオ新党」「鈴木大地」と記載された票は新党大地への有効票として扱われた。

### 第44回総選挙後の動向
2006年（平成18年）4月9日の北見市議会議員選挙で、新党大地の公認候補が当選。新党大地初の市議会議員が誕生した。同年10月26日、関東地区の支部「新党大地埼玉友の会」を設立する。
2007年（平成19年）4月8日投開票の北海道知事選挙では元民主党衆議院議員・荒井聰を支援したが現職の高橋はるみに敗北。同年7月執行の第21回参院選では、北海道選挙区（改選数2）に多原香里副代表が民主党・国民新党の推薦を取り付け出馬したが、落選した。
2008年（平成20年）9月19日、衆議院で国民新党と統一会派「国民新党・大地・無所属の会」を結成。同年11月7日、鈴木宗男代表と小沢一郎民主党代表が札幌市内で会談し、第45回総選挙で両党が選挙協力を行うことで合意が成立した。2007年参院選での協力が不調に終わったことから一時、民主党との協力関係構築を見直すのではないかとの観測も流れたが、選挙協力で合意する前後に行われた釧路市や北見市の市長選挙では両党が推薦した候補が当選しており、共闘が成果を挙げている。

### 第45回総選挙、民主党会派入り
2009年（平成21年）7月17日、郵政民営化に反対して自民党の公認を失い、前回総選挙で落選した八代英太元郵政大臣が入党。次回総選挙において比例北海道ブロック単独2位で出馬することを表明した。また前回と同様に鈴木代表を単独1位に据え、同3位に鈴木の秘書である浅野貴博を、同4位に党副代表のHANAジュンコを、それぞれ擁立した。
同年8月30日執行の第45回総選挙では、比例北海道ブロックで43万3122票（得票率13.0%）を獲得、比例名簿1位の鈴木に議席が配分された。得票数・得票率は共に前回からほぼ横ばいであり、地域別の得票状況も前回と同様の傾向を示した。
総選挙直後の第172特別国会より民主党・新党日本および一部無所属議員と統一会派「民主党・無所属クラブ」を結成。首班指名選挙では民主党代表の鳩山由紀夫に投票し、閣外協力という形で政権与党入りを果たすことになった。民主党の協力を得て鈴木は衆議院外務委員会の委員長ポストを得たが、あっせん収賄罪等で有罪判決を受け上告中の被告人である鈴木の登用に自民党などが反発し、異例の起立採決を経ての委員長就任となった。
同年10月8日には民主党の小沢一郎幹事長と鈴木が第22回参院選の北海道選挙区において選挙協力をすることで一致。一時は新党大地独自の比例名簿提出も検討されたが結局見送られ、北海道選挙区では民主党公認の徳永エリを、比例区では民主党に移籍した八代元代表代行を、それぞれ支援することになった。その結果徳永は当選したが、八代は落選した。

### 鈴木代表の実刑確定と失職
2010年（平成22年）9月15日、最高裁判所での上告棄却・異議申し立て却下を経て、鈴木代表の懲役2年・追徴金1100万円の有罪判決と刑期満了から5年間の公民権停止が確定した。これにより鈴木は衆議院議員としての地位を失った。
本来ならば比例北海道ブロック名簿2位の八代英太が繰り上げ当選するところだったが、八代は2010年の第22回参院選で民主党から出馬するにあたって党を離れ、新党大地の候補者名簿から外されていたため当選資格を喪失していた。これにより名簿3位の浅野貴博が繰り上げ当選するとともに、党代表代行に就任した。
また鈴木が代表を続投することになったため、収監中で選挙運動を行うことができない人物を代表に据える異例の政治団体となった。
2011年3月11日に発生した東日本大震災の被災者を支援するため、廃品回収業者のエコフィスジャパンと協力して北海道内で集めた計1400枚の毛布を被災地に送ったほか、党として募金活動を行った。

### 第17回統一地方選挙における動き
2011年（平成23年）4月の第17回統一地方選挙で、新党大地は公認候補を10名擁立し、民主党や無所属候補ら計43名に推薦を出して選挙に臨んだ。なお公認候補は全員が北海道内の地方議会議員選挙の候補だったが、推薦候補の中には山形県・愛知県・大阪府など道外の地方議会議員選挙に出馬する候補も見られた。
統一地方選の結果、公認候補8名と推薦候補29名が当選し議席数を大きく伸ばした。特に北海道議会議員選挙で無所属で当選を果たした山崎泉・鳥越義孝（いずれも鈴木の元秘書）の両名は、選挙後に北海道議会で都道府県議会初の大地系会派となる「北海道・大地」を結成している。また、釧路市議会議員選挙では鈴木の元秘書で公認候補の森豊がトップ当選を飾り、第44回総選挙で新党大地を支援して自民党を離党した無所属推薦候補の畑中優周ら2名と共に、市議会で会派「自由新政クラブ」を構成している。
他方で、道議選と同時に行われた知事選では、当初は民主党が擁立した木村俊昭を推薦したものの、その後支持者から異論が出るなどしたため推薦を取り消し、自主投票の方針を採った。なお木村は落選した。

### 国政部分の「新党大地・真民主」への移管
12月28日、6日に仮釈放された鈴木宗男代表は新党「新党大地・真民主」の設立を総務省に届け出た。新党大地・真民主には浅野貴博の他、無所属衆議院議員の松木謙公と石川知裕、参議院からは横峯良郎と平山誠が参加する。
新政党結党以降、新党大地が「新党大地・真民主」の前身と報道される例もあるが、新党大地副代表により「従来の地域政党新党大地はそのままの体制で継続」とあることから、国政政党としての新党大地・真民主、地域政党としての新党大地という役割分担が為される見込みである。

### 国政部分復帰
2012年11月28日、「新党大地・真民主」から「新党大地」に改名。ただし、代表の鈴木宗男は依然として選挙運動ができない状態で、2012年12月の第46回衆議院議員総選挙の選挙戦に臨むことになった。
総選挙では比例北海道ブロックで1議席を獲得。石川知裕が復活当選するも他の候補は全員落選。結果、国会議員3人となり政党要件を喪失した。なお、比例北海道ブロックで獲得した票数は346,848票(得票率13.2%)であり、自民、民主に次ぐ3位の得票数であった。
2012年12月28日、平山誠が離党。2013年1月10日、参議院会派解散を届出。所属議員は衆参各1名（いずれも比例区）のみとなった。これに伴い「新党大地」という会派は衆参ともになくなっている（一人会派は認められていないため）。
2013年5月17日、生活の党代表である小沢一郎の資金管理団体「陸山会」の収支報告書虚偽記入事件で一審・二審ともに有罪判決を受けて上告した石川知裕が「訴訟に専念するため」として議員辞職願を衆院に提出。鈴木宗男の長女である鈴木貴子が同月31日に繰り上げ当選した。
2013年7月21日施行の第23回参議院議員通常選挙では、代表である鈴木と同姓同名で千葉県出身の「鈴木宗男」や、元衆議院議員の松木など9名を比例代表に。選挙区では北海道選挙区と大阪府選挙区で候補者を擁立したが、共に当選者を出すことはできなかった。
2014年11月23日、12月21日に予定されている第47回衆議院議員総選挙では、唯一の党所属国会議員である鈴木貴子が民主党に入党して7区から立候補、大地自身は小選挙区や比例ブロックには候補者を擁立せず、民主党候補を支援する方針を示した。貴子は小選挙区では伊東良孝に225票差で敗れたが、重複立候補していた比例北海道ブロックで復活当選を果たした。2015年の第18回統一地方選挙では北海道知事選や札幌市長選、道市議選において民主党や維新の党などと選挙協力を行った。

### 民共共闘への反発と自公維との連携
2015年6月に、自民党の町村信孝が死去したことに伴い実施されることになった北海道第5区の2016年4月の補欠選挙において、自民党北海道連は、同党北海道5区支部長で町村の娘婿和田義明を擁立。公明党、日本のこころを大切にする党も和田の推薦を決定した。この動きに対して民主党北海道常任幹事の池田真紀が無所属での出馬を表明、新党大地など他の野党にも協力を呼びかけ、社会民主党や維新の党が推薦に応じたが、共産党が候補を取り下げ、池田を支援する動きを見せると、「世界観や国家観が違う共産党が一緒になった選挙態勢はみじんも考えていない。そこには与しない」として和田の推薦を決定した。2月24日には、夏に行われる第24回参議院議員通常選挙においても自民党を支援することを決定した。
さらに同年2月26日には、鈴木貴子が所属先の民主党から除名された。なお、貴子は当面の間無所属議員として活動するが、新党大地が今後選挙協力する自民党との統一会派結成を検討する方針。
北海道5区補選では、鈴木父娘や松山千春といった新党大地の関係者が和田の応援演説に立つなど、全面的に和田のバックアップを行った。その結果、和田が無所属の池田真紀（民進党・日本共産党・社民党・生活の党と山本太郎となかまたちの4党が推薦の野党統一候補）を約12000票差で破り当選した。
7月10日施行の第24回参議院議員通常選挙では公認候補を立てず、北海道選挙区（改選数3）で自民党公認・公明党推薦候補の柿木克弘を単独推薦し、その支援に回った。その結果、柿木は北海道選挙区の3議席目をめぐり民進党公認候補の鉢呂吉雄と接戦を繰り広げたが、約8500票差で敗れ落選した。
参院選後の8月下旬、自民党北海道連が会合の中で大地に対し、来春までの解散を求めると発言されたことが報道される。これに対し鈴木代表は「新党大地の解党と言う資格は誰にあるのか」と不快感を露わにしながらも、「正確な話は聞いていないが、しかるべき時期に話があるものだと思っている」と述べ、解散と自民への合流に含みを持たせた。また貴子議員も「党と党の協議になる。宗男代表がしかるべきタイミングで判断する」と発言し、あくまで自民党本部が協議相手との認識を示し、道連の動きを牽制した。
9月26日、貴子が無所属議員のまま自民党との衆議院院内会派に参加。これに従い、会派名が「自由民主党」から「自由民主党・無所属の会」に変更された。
2017年4月末に鈴木宗男代表が公民権を回復。10月6日、鈴木代表は第48回衆議院議員総選挙の比例北海道ブロックから新党大地の名簿単独1位での立候補を表明。新党大地は今回の衆院選で、初めて道内の小選挙区で自民、公明両党の候補を支援する。貴子は衆院解散後に自民党に入党し、衆院選では比例北海道ブロックに立候補する。
2017年10月の第48回衆議院議員総選挙では新党大地公認で比例北海道ブロックに鈴木宗男（名簿順位1位）と党副代表の阿部千里（同2位。北海道アイヌ協会元職員）が立候補した。鈴木貴子は、自民党から同じ比例北海道ブロックに重複立候補者より上位の名簿順位2位で立候補した。なお、鈴木貴子は、自民党から立候補するために大地の代表代理を辞任した。新党大地は比例北海道ブロックで226,552票を獲得したが、1人も当選できなかった。一方、自民党から立候補した鈴木貴子は当選した。
2019年4月の第19回統一地方選挙では、北海道知事選において過去に新党大地に在籍していた石川知裕が野党統一候補として立候補したが、新党大地は石川ではなく与党が擁立した元夕張市長の鈴木直道を推薦し、鈴木が当選。北海道議選においても自民党候補を推薦した。一部選挙区では日本維新の会とも選挙協力を行った。また、党副代表を務めた阿部千里が自民・維新・大地の推薦で出馬したが阿部は落選した。
6月20日、鈴木宗男代表が同年夏の第25回参議院議員通常選挙に日本維新の会から比例代表で出馬する意向を表明。同時に、新党大地を地域政党として存続させる事も発表された。
7月21日、第25回参議院議員通常選挙全国比例区で鈴木宗男代表が220,742票を集め、日本維新の会の比例候補中トップで当選。
2021年4月の北海道2区補欠選挙では過去に新党大地の幹事長を務めた松木謙公が立憲民主党公認で立候補したが、鈴木は松木を支援せず元新党大地所属道議会議員で維新公認の山崎泉を推薦した。また、補選の告示日である4月13日には次期衆院選で自民党元職の中川郁子を推薦すると発表。これにより、中川は山崎の応援演説に立った（自民党は北海道2区補選では自主投票）。その結果、松木が当選し、山崎は3位で落選（次点は無所属の鶴羽佳子）。鈴木は「残念ながら当初から想定されたことですから、特別な落胆はない」としたうえで、「次につなげようと思って戦っていたので十分な手応えは感じた」と述べた。
8月22日の根室市議会議員選挙では、3名の公認候補を擁立し2名が当選した。同年の第49回衆議院議員総選挙では、道内の小選挙区において日本維新の会の候補3名（すべて新人）、自由民主党の候補3名（元議員2名、新人1名）、公明党の候補1名（前議員）の計7名を推薦した。7人の推薦候補のうち、公明党の稲津久と自民党の東国幹・中川郁子の3名が当選し、一定の存在感を見せたが、鈴木が道総支部代表を務める維新は目標としていた比例北海道ブロックでの議席獲得に届かなかった。また、この選挙では大地の副代表を務めた町川順子が香川1区から維新公認で立候補したが、落選した。
2022年の第26回参議院議員通常選挙に向けては、同年5月22日に新党大地が北海道選挙区で自民党新人の船橋利実元衆議院議員の推薦を決定。同日に維新は同選挙区への候補者擁立見送りを決めた。維新は比例区に道内を拠点とする八田盛茂北海道議（元自民党道連幹事長）と医師の小林悟の2人の擁立を決めており、鈴木は「最大の結果を残すため、比例の2人の当選に全力投球するのがいいと判断した」と説明。7月10日の投開票の結果、船橋は当選したが、維新の比例区の2人は落選した。
2023年4月の第20回統一地方選挙では、北海道知事選挙では与党と相乗りで現職の鈴木を、札幌市長選挙では与野党相乗りで現職の秋元克広を推薦。北海道議会議員選挙では維新が唯一候補者を擁立した札幌市東区で同候補を推薦したほか、一部選挙区で自民や無所属の候補者を推薦し、推薦候補を全員当選させた。札幌市議会議員選挙では維新が6人を擁立し、このうち大地は豊平区の候補を除く5人に推薦を出し、うち4人が当選。また、維新が候補者を擁立していない手稲区では立憲民主党の候補を推薦した（結果は当選）。

### 鈴木の維新からの離党と決別
2023年10月10日、鈴木宗男が日本維新の会を離党。鈴木は党のルールで定められた事前の届け出がないまま同月1日～5日にロシアを訪問しており、維新は鈴木を除名処分とすることを予定していたが、鈴木の離党表明を受け処分は見送られた。
10月14日、鈴木は北海道内の維新の地方議員や次期衆院選の立候補予定者と面談し、自身の判断で活動するように伝えた。この時点で維新の地方議員は道議会1名、札幌市議会5名、千歳市議会に1名おり、いずれも各議会で「維新・大地」など両党名を冠した会派名で活動していたが、11月2日には脇元繁之札幌市議が維新を離党すると表明。残る4人は会派名から「大地」の文言を削除した上で活動を続ける方針で、札幌市議会では両派が分裂することとなった。
2024年10月5日、第50回衆議院議員総選挙で大地は候補を擁立せず、自民党道連と選挙協力すると発表。組織単位での自民との選挙協力は初となる。維新が道内で擁立を予定している3候補については支援しないことも明らかにした。
2025年6月20日、鈴木が参議院議員を辞職した。自民党は鈴木を7月の第27回参議院議員通常選挙の比例代表候補として擁立する方針で、同日付で復党を了承した。

## 組織

### 党員
党の綱領・主義・政策等に賛同し、満18歳以上で日本国籍を有する者は入党を認められる。
党費は年3,000円で、初回入党時には党員証が発行される。また、党員特典のカレンダーが提供されている。

## 役職

### 歴代代表
| 代 | 氏名     | 氏名 | 在職期間   |
| -- | -------- | ---- | ---------- |
| 1  | 鈴木宗男 |      | 2005年8月- |

### 歴代代表代行
| 代 | 氏名     | 氏名 | 在職期間            |
| -- | -------- | ---- | ------------------- |
| 1  | 八代英太 |      | 2009年7月-2010年9月 |
| 2  | 浅野貴博 |      | 2010年9月-2012年1月 |
| 3  | 松木謙公 |      | 2012年1月-2013年7月 |
| ー | 空席     | 空席 | 2013年7月-          |

### 歴代代表代理
| 代 | 氏名     | 氏名 | 在職期間      |
| -- | -------- | ---- | ------------- |
| 1  | 鈴木貴子 |      | 2013年6月-7月 |
| ー | 空席     | 空席 | 2013年7月     |

### 歴代副代表
| 代 | 氏名       |      | 在職期間             |
| -- | ---------- | ---- | -------------------- |
| 1  | 秋元正博   |      | 2005年8月-2009年7月  |
| 2  | 多原香里   |      | 2005年8月-2009年7月  |
| 3  | 田中いづみ |      | 2005年8月-2009年7月  |
| 4  | 町川順子   |      | 2009年7月-2010年9月  |
| ー | 空席       | 空席 | 2010年9月-2017年10月 |
| 5  | 阿部千里   |      | 2017年10月-2018年    |
| ー | 空席       | 空席 | 2018年-              |

### 歴代幹事長
| 代 | 氏名     | 氏名 | 在職期間            |
| -- | -------- | ---- | ------------------- |
| 1  | 松木謙公 |      | 2012年1月-2013年7月 |
| ー | 空席     | 空席 | 2013年7月-          |

### 歴代幹事長代行
| 代 | 氏名     |      | 在職期間            |
| -- | -------- | ---- | ------------------- |
| 1  | 浅野貴博 |      | 2012年1月-2013年7月 |
| ー | 空席     | 空席 | 2013年7月-          |

### 歴代参議院議員会長
| 代 | 氏名   |      | 在職期間             |
| -- | ------ | ---- | -------------------- |
| 1  | 平山誠 |      | 2012年1月-2012年12月 |
| ー | 廃止   | 廃止 | 2012年12月           |

### 歴代の役員表
| 代表     | 代表代行 | 代表代理 | 副代表                       | 幹事長   | 幹事長代行 | 参議院議員会長 | 就任年月   |
| -------- | -------- | -------- | ---------------------------- | -------- | ---------- | -------------- | ---------- |
| 鈴木宗男 |          |          | 秋元正博 多原香里 田中いづみ |          |            |                | 2005年8月  |
| 鈴木宗男 | 八代英太 | 町川順子 | 2009年7月                    |          |            |                |            |
| 鈴木宗男 | 浅野貴博 | 町川順子 | 2010年9月                    |          |            |                |            |
| 鈴木宗男 | 松木謙公 | （空席） | 松木謙公                     | 浅野貴博 | 平山誠     | 2012年1月      |            |
| 鈴木宗男 | 松木謙公 | （空席） | 松木謙公                     | 浅野貴博 | （廃止）   | 2012年12月     |            |
| 鈴木宗男 | 松木謙公 | （空席） | 松木謙公                     | 浅野貴博 | （廃止）   | 鈴木貴子       | 2013年6月  |
| 鈴木宗男 | （空席） | （空席） | （空席）                     | （空席） | （廃止）   | 鈴木貴子       | 2013年7月  |
| 鈴木宗男 | （空席） | （空席） | （空席）                     | （空席） | （廃止）   | 阿部千里       | 2017年10月 |
| 鈴木宗男 | （空席） | （空席） | （空席）                     | （空席） | （廃止）   | （空席）       | 2018年     |

## 党勢

### 衆議院
| 選挙         | 当選/候補者 | 定数 | 得票数（得票率） | 得票数（得票率） | 備考           |
| 選挙         | 当選/候補者 | 定数 | 選挙区           | 比例区           | 備考           |
| ------------ | ----------- | ---- | ---------------- | ---------------- | -------------- |
| （結党時）   | 0/-         | 480  | -                | -                |                |
| 第44回総選挙 | 1/4         | 480  | 16,698 (0.0%)    | 433,938 (0.6%)   |                |
| 第45回総選挙 | 1/4         | 480  | -                | 433,122 (0.6%)   | 入党+2         |
| 第46回総選挙 | 1/7         | 480  | 315,604 (0.5%)   | 346,848 (0.5%)   |                |
| 第47回総選挙 | 0/-         | 475  | -                | -                | 入党+1、離党-1 |
| 第48回総選挙 | 0/2         | 465  | -                | 226,552(0.41%)   |                |

### 参議院
| 選挙           | 当選/候補者 | 非改選 | 定数 | 得票数（得票率） | 得票数（得票率） | 備考                   |
| 選挙           | 当選/候補者 | 非改選 | 定数 | 選挙区           | 比例区           | 備考                   |
| -------------- | ----------- | ------ | ---- | ---------------- | ---------------- | ---------------------- |
| （結党時）     | 0/-         | -      | 242  | -                | -                |                        |
| 第21回通常選挙 | 0/-         | 0      | 242  | -                | -                |                        |
| 第22回通常選挙 | 0/-         | 0      | 242  | -                | -                | 入党+2、離党-1         |
| 第23回通常選挙 | 0/11        | 1      | 242  | 409,007 (0.77%)  | 523,146 (0.98%)  |                        |
| 第24回通常選挙 | 0/-         | 0      | 242  | -                | -                |                        |
| 第25回通常選挙 | 1/1         | 0      | 242  | -                | -                | 日本維新の会から立候補 |

### 所属国会議員
2019年8月17日現在、所属国会議員数1名（衆議院議員0名、参議院議員1名）
| 参議院議員 | 参議院議員            |
| ---------- | --------------------- |
| 2025年改選 | 鈴木宗男 比例、参1衆8 |

### 所属地方議員
| 冨川歩 （2回、北海道根室市） | 遠藤輝宣 （8回、北海道根室市） | 上村賢 （4回、北海道石狩市）   |
| 大原昇 （7回、北海道美幌町） | 高橋秀明 （3回、北海道美幌町） | 村島健二 （7回、北海道清里町） |